# ギニアの国旗
ギニアの国旗(Flag of Guinea)(は独立に伴い、1958年11月10日に採用された。左から赤・黄・緑を配した縦三色旗である。
この三色はアフリカ最古の独立国・エチオピア国旗に古くから用いられているもので、汎アフリカ色と呼ばれ、他の多くのアフリカ諸国の国旗にも取り入れられている。ギニア以前には、1957年制定のガーナの国旗が汎アフリカ色を採用していた。
赤は血、黄色は金や太陽、緑は農業を意味している。マリの国旗とは、緑と赤が入れ替わったデザインとなる。